# 팀 미라이
팀 미라이(일본어: チームみらい)는 AI 엔지니어이자 사이언스 픽션 작가인 안노 다카히로에 의해 설립된 일본의 정당이다. 2025년 7월 열린 제27회 일본 참의원 의원 통상선거에 참여하여 2.6%의 득표로 비례대표 1석을 획득했다.